# 埃梅斯·希莫尼
埃梅斯·希莫尼（英語：Ernest Simoni；1936年8月24日—）是阿爾巴尼亞籍天主教執事級樞機。曾于1963年至1990年被監禁。

## 生平
埃梅斯·希莫尼出生于1936年8月24日，在阿爾巴尼亞王國西北部斯庫台州斯庫台附近的村莊。他於1938年進入方濟會的修道院中學習。直到1948年，當時由恩維爾·霍查領導的阿爾巴尼亞社會主義人民共和國，進行一連串宗教迫害，使希莫尼就讀的修道院關閉。於1956年4月7日晉鐸。
1963年12月24日，他被指為已故美國總統約翰·甘迺迪舉行追思彌撒。被共產黨當局拘捕，並判處他死刑，但後來刑期改為25年監禁。他18年後即在1983年才被釋放。釋放後，他一直在阿爾巴尼亞的村莊之間進行牧民工作。
2014年9月21日，他在時任教宗方濟各訪問阿爾巴尼亞期間，向教宗講述自己在共產黨政權下的經歷。
2016年10月9日，時任教宗方濟各在三鐘經中宣布，於同年11月19日擢升希莫尼為執事級樞機。希莫尼同時領階梯聖母領事區執事銜。

## 牧徽

埃梅斯·希莫尼的樞機牧徽